# 埃耶库尔
埃耶库尔（法語：Heillecourt，法語發音：[ɛjkuʁ]）是法国默尔特-摩泽尔省的一个市镇，位于南锡市区东南部，属于南锡区。

## 地理
埃耶库尔（48°39'9"N, 6°11'39"E）面积3.65 平方千米，位于法国大東部大區默尔特-摩泽尔省，该省份为法国东北部内陆省份，是洛林的一部分，北邻比利时、卢森堡，北起顺时针与摩泽尔省、下莱茵省、孚日省和默兹省接壤。
与埃耶库尔接壤的市镇（或旧市镇、城区）包括：弗莱维尔德旺南锡、乌德蒙、雅维尔-拉马尔格朗日、拉讷沃维尔-德旺南锡、旺德夫尔莱南锡。

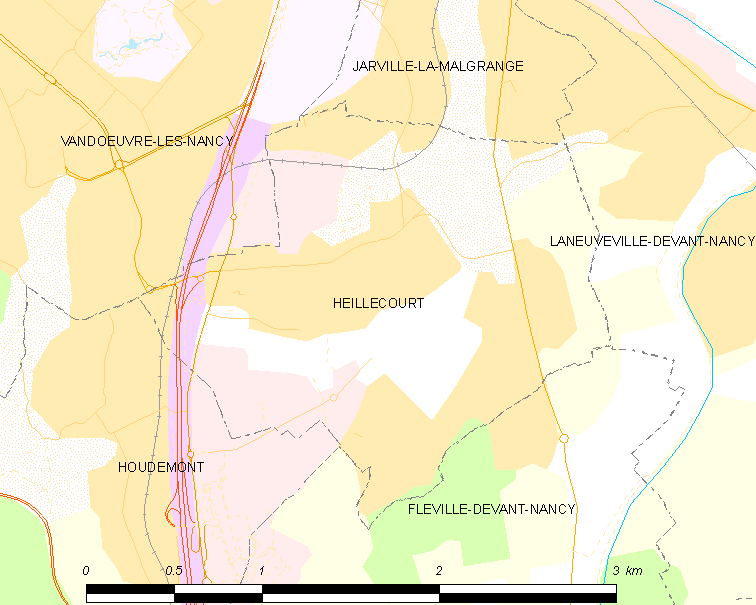
埃耶库尔的OSM定位图

埃耶库尔的时区为UTC+01:00、UTC+02:00（夏令时）。

## 行政
埃耶库尔的邮政编码为54180，INSEE市镇编码为54257。

## 政治
埃耶库尔所属的省级选区为雅维尔-拉马尔格朗日县。

## 人口

1962-2008年间埃耶库尔人口变化图示

埃耶库尔于2022年1月1日时的人口数量为5396人。